# Blake Agnoletto
Blake Agnoletto (* 21. Oktober 2002 in Bendigo) ist ein australischer Bahnradsportler, der auf Ausdauerdisziplinen spezialisiert ist.

## Sportlicher Werdegang
Agnoletto betrieb in seiner Jugend Straßenradsport und Mountainbike und war in beidem bei den Jugendmeisterschaften von Victoria erfolgreich. 2020 schloss er sich dem Vereinsteam InForm TMX Make an, mit dem er Rennen in Australien fuhr. Da die Ergebnisse nicht seinen Erwartungen entsprachen, stand er kurz davor, dem Sport den Rücken zu kehren. Er ließ sich jedoch vom australischen Nationaltrainer zum Weitermachen bewegen. Sein Durchbruch kam mit guten Leistungen bei den australischen Bahn-Meisterschaften 2022, wo er unter anderem Mitglied des siegreichen Mannschaftsverfolgungs-Teams war. In der Folge nahm er erstmals an den Ozeanien-Meisterschaften teil und holte drei Medaillen.
2023 und 2024 fuhr er auf der Straße für ARA-Skip Capital, ein australisches UCI Continental Team. Er gewann eine Etappe bei der chinesischen Tour of Poyang Lake, die allerdings nicht im UCI-Kalender stand. Anfang 2024 war er australischer U23-Meister im Kriterium. Auf der Bahn hatte er weitere Erfolge auf Landes- und Ozeanien-Ebene; international stach sein zweiter Platz im Ausscheidungsfahren beim Nations Cup 2023 von Milton hervor. In der UCI Track Champions League 2024 belegte er den siebten Platz.

## Erfolge

### Bahn
2022
 Australischer Meister – Mannschaftsverfolgung (mit Graeme Frislie, Jackson Hribar und Jordan Villani)
 Ozeanien-Meisterschaften – Scratch
 Ozeanien-Meisterschaften – Madison (mit Oliver Bleddyn), Mannschaftsverfolgung (mit Liam Walsh, Jordan Villani und Devraj Singh Grewal)
2023
 Ozeanien-Meister – Mannschaftsverfolgung (mit Oliver Bleddyn, Josh Duffy und Conor Leahy)
 Australischer Meister 2024 – Madison (mit Kelland O’Brien)
2025
 Ozeanien-Meister – Ausscheidungsfahren
 Ozeanien-Meisterschaften – Madison (mit Oliver Bleddyn)
 Nations Cup in Konya – Mannschaftsverfolgung (mit Liam Walsh, Joshua Duffy, James Moriarty und Oliver Bleddyn)

### Straße
2024
 Australischer Meister – Kriterium (U23)